# احمد اسماعیل الشامی
احمد اسماعیل الشامی (انگلیسی: Ahmed Ismail El Shamy؛ زادهٔ ۲۱ اکتبر ۱۹۷۵) بوکسور اهل مصر بود.